# Liste der Monuments historiques in Villers-aux-Nœuds
Die Liste der Monuments historiques in Villers-aux-Nœuds führt die Monuments historiques in der französischen Gemeinde Villers-aux-Nœuds auf.

## Liste der Immobilien
| Bezeichnung          | Beschreibung                    | Standort            | Kennzeichnung | Schutzstatus | Datum | Bild           |
| -------------------- | ------------------------------- | ------------------- | ------------- | ------------ | ----- | -------------- |
| Kirche St-Théodulphe | aus dem 12. und 13. Jahrhundert | Rue de Reims (Lage) | PA00078902    | Classé       | 1920  | weitere Bilder |